# ブルームストリート
ブルームストリート株式会社（英：Bloomstreet, Inc）は、日本の東京都中央区に本社を置く、日本進出デジタルマーケティングを主とする会社である。

## 沿革
- 2014年
  - 8月 - 東京都渋谷区円山町6番地7号で創業。
- 2017年
  - 11月 - 業務拡張のため、東京都中央区銀座1丁目3番3号 G1ビル7Fに移転。
- 2018年
  - 4月 - 業務拡張のため、東京都中央区銀座6丁目10番1号 GINZA SIX 13Fに移転。
  - 8月 - 中国・韓国Webマーケティング支援サービスを開始。
- 2019年
  - 4月 - 韓国ソウル特別市麻浦区麻浦大路53に営業所を開設。

## 事業内容

### 日本進出デジタルマーケティング
- SEO対策（検索エンジン最適化）
- リンクビルディング
- 検索連動型広告
- ウェブサイト制作&コンサルティング

### 韓国進出デジタルサービス
- NAVERマーケティングサービス
- 韓国語SEO対策（検索エンジン最適化）
- NAVER検索連動型広告

### 中国進出デジタルサービス
- 中国語SEO対策（検索エンジン最適化）
- 百度検索連動型広告
- 在日KOCインフルエンサー広告
- 中国KOLインフルエンサー広告
- 中国現地有力メディア広告
- ライブ生放送サービス

### 海外進出デジタルマーケティングサービス
- 海外SEO対策（検索エンジン最適化）
- 海外検索連動型広告
- 海外向けウェブサイト制作＆コンサルティング